# Legend
A Legend Bob Marley and the Wailers legnagyobb sikereket elért számait összegyűjtő album, 1984. május 8-án jelent meg. Az eredeti válogatás 14 számot tartalmazott, köztük Marley tíz olyan számát, mely az Egyesült Királyságban a Top40 közé jutott. (11 ilyen dala volt.) További három dal a Wailers korábbi felállásából: "Stir It Up" , "I Shot The Sheriff" és a "Get Up, Stand Up" (még Peter Tosh-sal és Bunny Livingston-nal.) A "Redemption Song" a művész utolsó nem-posztumusz albumáról került a lemezre. A kazettás verzión van két extra szám is: "Punky Reggae Party" és az "Easy Skanking" a "Kaya" című albumról. E kettő dalt a Legend 2002-es újra kiadott, duplalemezes változata már tartalmazza.
Az albumot máig több, mint 12 millió példányban adták el, ezzel Amerikában 12-szeres platina, másképpen kifejezve egyszeres gyémántlemez. Ezzel a világ legnagyobb példányszámban eladott reggae albuma.
A Rolling Stone magazin a "Minden idők 500 legjobb albuma" listáján a 46. hellyel tüntette ki.

## Számok
Minden számot Bob Marley írt, kivéve a jelzett helyeken.

### A oldal
1. "Is This Love" – 3:52
2. "No Woman, No Cry" (Vincent Ford) – 7:07
3. "Could You Be Loved" – 3:55
4. "Three Little Birds" – 3:00
5. "Buffalo Soldier" (Bob Marley/N.G. Williams) – 4:17
6. "Get Up, Stand Up" (Bob Marley/Peter Tosh) – 3:16
7. "Stir It Up" – 5:33

### B oldal
1. "One Love / People Get Ready" (Bob Marley/Curtis Mayfield) – 2:51
2. "I Shot The Sheriff" – 4:41
3. "Waiting In Vain" – 4:15
4. "Redemption Song" – 3:49
5. "Satisfy My Soul" – 4:32
6. "Exodus" – 7:36
7. "Jamming" – 3:31

### Plusz aCD-n
1. "Easy Skanking" - 2:58
2. "Punky Reggae Party" - 6:52

## Külső hivatkozások
- https://web.archive.org/web/20080424063502/http://www.roots-archives.com/release/3295